# Xfce
Xfce (pronunciado como quatro letras individuais) é um ambiente de trabalho gráfico livre, executado sobre o sistema de janelas X em sistemas Unix, seus derivados e Linux. O Xfce pretende ser rápido e leve, enquanto ainda é visualmente atraente e fácil de usar e incorpora a filosofia UNIX tradicional de modularidade e reutilização. 
Consiste em pacotes separados que juntos fornecem todas as funções do ambiente de trabalho, mas podem ser selecionadas em subconjuntos para atender às necessidades e preferências dos usuários. Outra prioridade da Xfce é a adesão aos padrões, especificamente aqueles definidos no freedesktop.org.

## Características
O projeto foi fundado por Olivier Fourdan e é atualmente desenvolvido por vários colaboradores.
Assim como GNOME 2, o Xfce utilizava a biblioteca GTK+2 para fazer a interface com o usuário, o que os tornam ligeiramente parecidos. A partir da versão 4.14, o Xfce usa o GTK+ 3.
A atual versão, 4.16, é modular e reutilizável como as anteriores. É composto por diversos componentes que combinados fornecem um ambiente de trabalho completo podendo funcionar em hardware com poucos recursos.
Ele usa o gerenciador de janelas Xfwm. Sua configuração é inteiramente orientada por mouse, com os arquivos de configuração escondidos do usuário casual. O Xfce não possui nenhuma animação de área de trabalho, mas o Xfwm é compatível com a composição.
Devido à sua modularidade, os componentes podem não ser usados todos em conjunto e podem ser combinados com outros ambientes. É possível usar aplicações do GNOME ou KDE, sem instalar esses ambientes. No caso de aplicações GNOME, por usarem as mesma bibliotecas, a integração é boa.
O projeto tem vindo a afirmar-se como plataforma de desenvolvimento. É possível desenvolver aplicações em C/C++, Python e Perl recorrendo às bibliotecas oferecidas pelo ambiente.

## História
Em 1997, Olivier Fourdan cria a primeira versão do Xfce, que era uma painel feito com um toolkit chamado XForms e que deu origem ao seu nome, que significava XForms Common Environment, mas posteriormente o Xfce foi reescrito e não usa mais o XForms, mesmo assim o acrônimo Xfce continuou sendo usado, agora sem nenhum significado específico.
Em 1998, ele lança a versão 2.0, adicionando a Xfwm, o gerenciador de janelas do Xfce.
Olivier tenta incluir Xfce no Red Hat Linux, mas não pôde, devido à licença proprietária, na época, do XForms. Então, na versão 3.0, Xfce é reescrito em GTK+, um toolkit popular utilizado no GIMP. A partir da versão 3.0, a licença do Xfce passa a ser GPL.
Em 2003, Xfce 4.0 é lançado, adicionando suporte ao GTK+ 2.
Em fevereiro de 2015 o Xfce 4.12 é lançado adicionando suporte ao GTK+ 3.
Em agosto de 2019 o Xfce 4.14 é lançado.
Em dezembro de 2020 o Xfce 4.16 é lançado.

## Componentes do Xfce

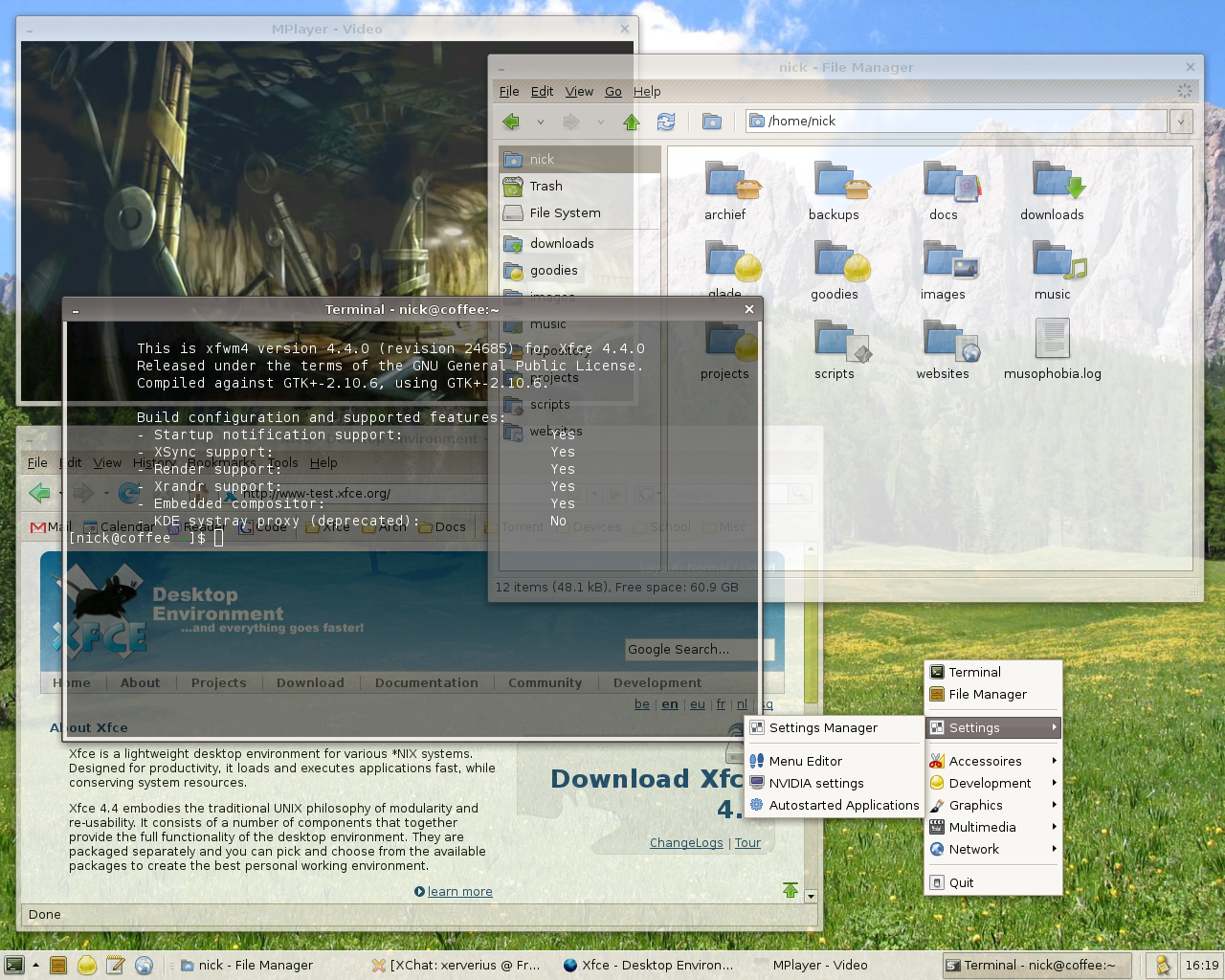
Tela da versão 4.4.0 com recursos visuais avançados do gerenciador Xfwm

Abaixo, a lista das aplicações que formam o núcleo do ambiente:
- Xfwm4: o gerenciador de janelas do Xfce;
- xfce4-session: gestor de sessão, grava as definições de sessão, entrada e saída de sessão e encerramento;
- xfdesktop: apresenta os ícones no desktop, imagem de fundo e menu de aplicações;
- xfce4-panel: apresenta os painéis para o menu e lançadores de programas, assim como extensões;
- xfconf: sistema de cliente-servidor para guardar as definições;
- xfce4-settings: para alterar as configurações, faz uso do xfconf;
- Thunar: o gerenciador de arquivos;
- xfce4-appfinder: localiza aplicações e executa comandos, substitui o xfrun4 das versões anteriores.

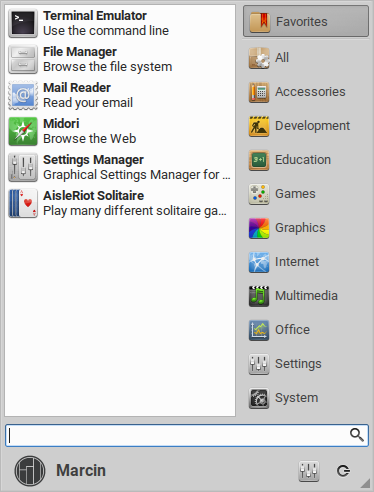
Whisker Menu, menu do Xfce

Aplicações opcionais para diversos fins:
- Mousepad: editor de texto;
- xfce4-terminal: emulador de terminal;
- xfce4-mixer: permite alterar o volume do som;
- Midori: navegador web que usa o WebKit;
- Orage: calendarização de acontecimentos;
- Xfburn: gravador de CD e DVD;
- Ristretto: aplicação para visualizar imagens;
- Parole: leitor multimédia baseado no Gstreamer.

Bibliotecas do projeto:
- libxfce4ui: essencial para a interface gráfica;
- libxfce4util: funções variadas;
- exo: biblioteca essencial;
- garcon: biblioteca para o menu segundo o Freedesktop.org.

## Requisitos mínimos
O Xfce requer poucos recursos:
| Distribuição    | RAM                                             | Espaço livre em disco                |
| --------------- | ----------------------------------------------- | ------------------------------------ |
| Linux Lite      | 768 MB (1 GB recomendados para uso confortável) | 8 GB (recomendado pelo menos 20 GB)  |
| Linux Mint Xfce | 1 GB (2 GB recomendados para uso confortável)   | 15 GB (recomendado pelo menos 20 GB) |
| MX Linux        | 512 MB (2 GB recomendados para uso confortável) | 5 GB (recomendado pelo menos 10 GB)  |
| Xubuntu         | 512 MB (2 GB recomendado para uso confortável)  | 8 GB (recomendado pelo menos 20 GB)  |

## Distribuições com suporte ao Xfce
Existe um número considerável de distribuições que incluem atualmente o Xfce como seu ambiente gráfico por padrão e muitas outras que o colocam como alternativa aos seus ambientes principais, no total já são cerca de 100 distribuições com Xfce. Algumas distribuições que incluem o Xfce como o ambiente de trabalho automaticamente:
- Alpine Linux
- ALT Linux
- Antergos
- antiX
- APODIO
- Arch Linux
- AryaLinux
- AV Linux
- BackBox Linux
- Black Lab Linux
- Emmabuntüs
- CAELinux
- Calculate Linux
- ChaletOS
- College Linux
- Cucumber Linux
- Debian
- Devuan
- DragonFly BSD
- DRBL Live
- Dreamlinux
- Duzeru OS
- Emmabuntüs
- Exherbo
- Fedora Linux
- FreeBSD
- Funtoo Linux
- Gentoo Linux
- GeckoLinux
- GhostBSD
- Guix System Distribution
- GoblinX
- Kali Linux
- Karoshi
- Kate OS
- Korora Project
- Kwort Linux
- Leeenux
- LinuxBBQ
- Linux From Scratch
- Linux Kodachi
- Linux Lite
- Linux Mint
- Lunar Linux
- Mageia
- Manjaro Linux
- MakuluLinux
- MidnightBSD
- MirOS BSD
- MX Linux
- Myah OS
- NetBSD
- NixOS
- NuTyX
- OB2D Linux
- paldo GNU/Linux
- Parabola GNU/Linux-libre
- Pardus
- PCLinuxOS
- Peach OSI
- Pearl Linux OS
- PelicanHPC GNU Linux
- Pentoo
- Pisi Linux
- Peppermint OS
- Plamo Linux
- PLD Linux Distribution
- Plop Linux
- Point Linux
- Porteus
- PureOSlight
- OpenBSD
- Qubes OS
- Refracta
- Radix Linux
- Revenge OS
- Robolinux
- Runtu
- Sabayon Linux
- Salix OS
- SAM Linux Desktop
- siduction
- SolydX
- Slackware
- SparkyLinux
- Source Mage GNU/Linux
- Star Linux
- Swift Linux
- SystemRescueCd
- SwagArch
- TalkingArch
- T2 SDE
- Thinstation
- TrueOS
- Trusted End Node Security
- tuxtrans
- UberStudent
- Ubuntu Studio
- Untangle NG Firewall
- URIX OS
- Vector Linux
- Void Linux
- Voyager Live
- Whoppix
- Wifislax
- Xfld
- Xubuntu
- Zenwalk
- Zorin OS

## Galeria

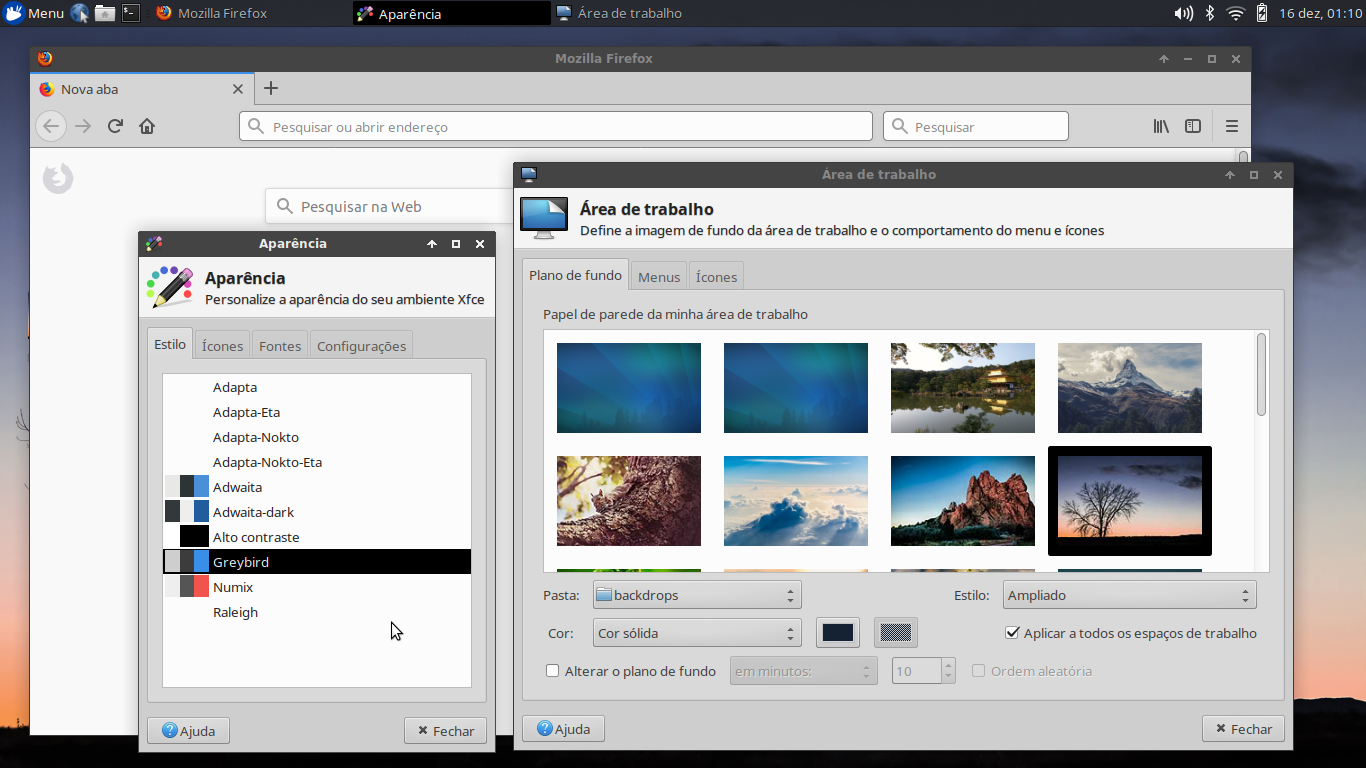
Xfce 4.12 no Xubuntu 17.10
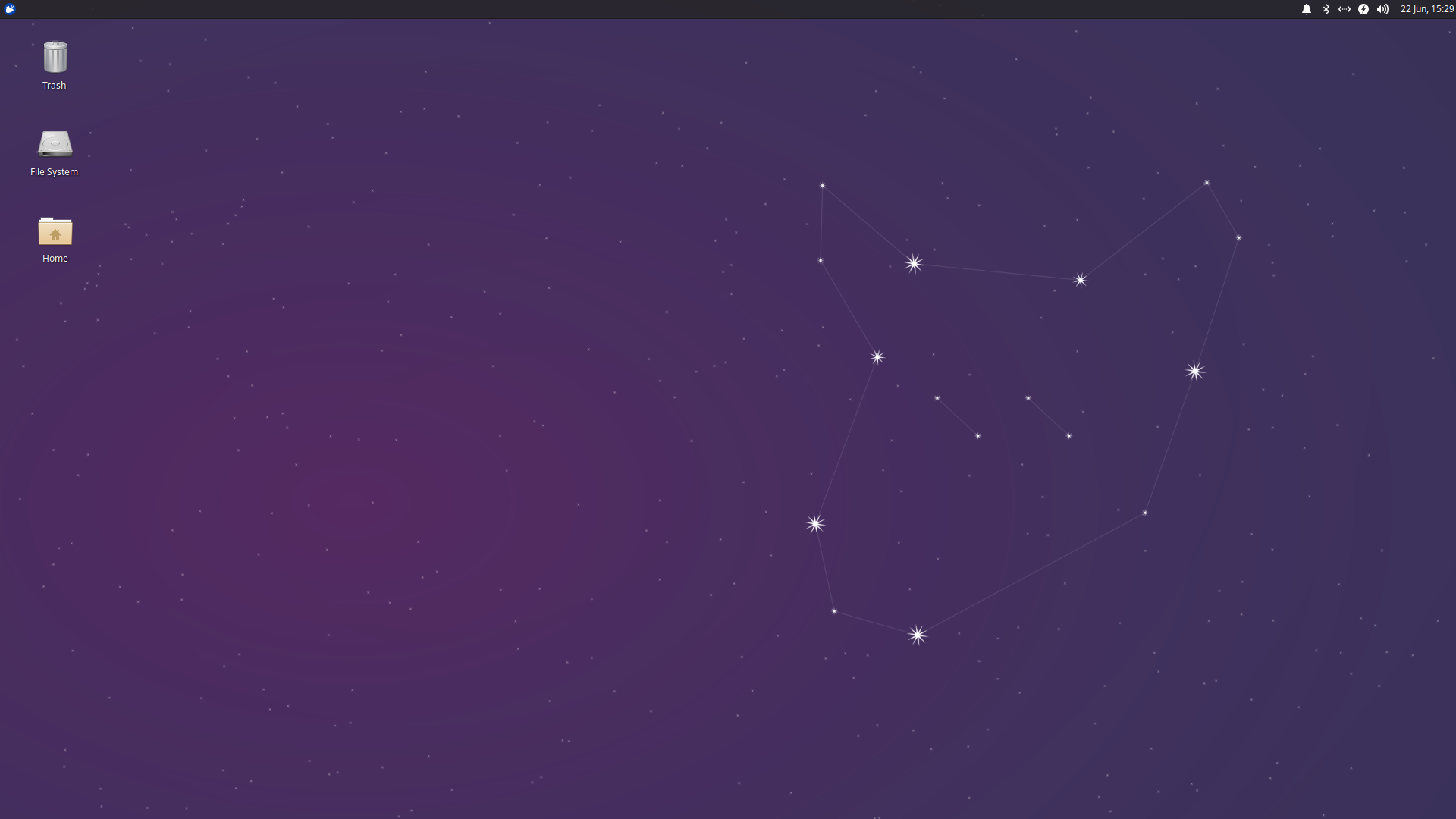
Xfce 4.14 no Xubuntu 20.04
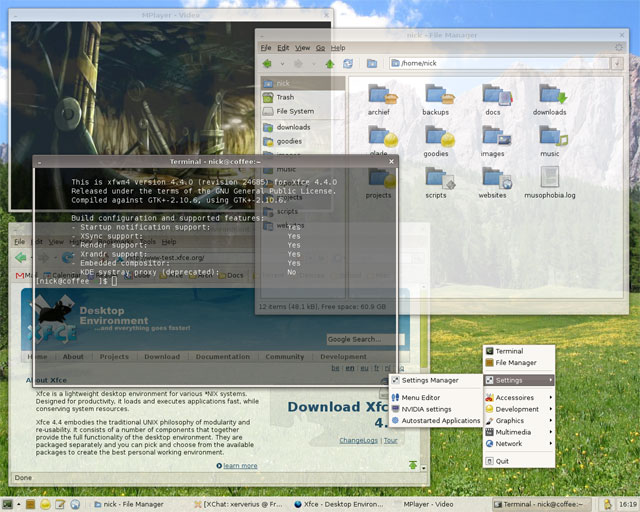
Xfce 4.4.0
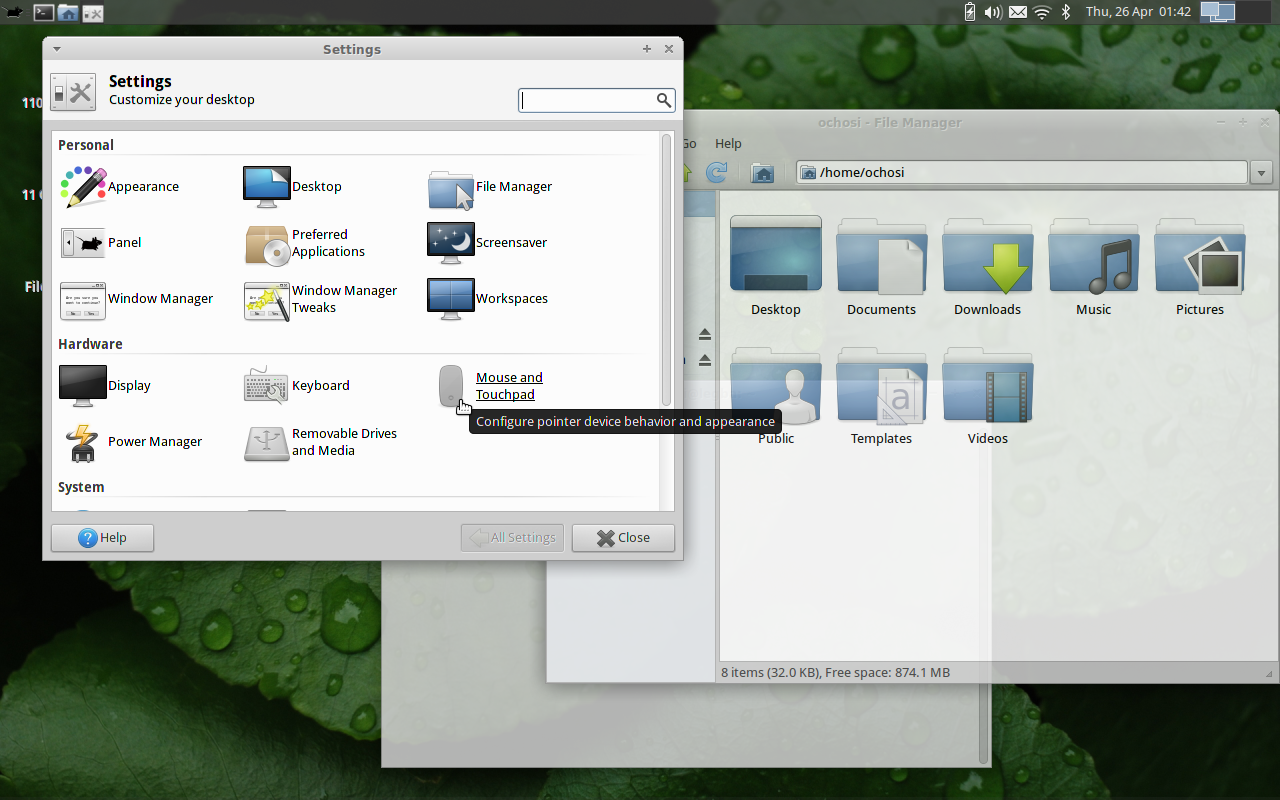
Xfce 4.10
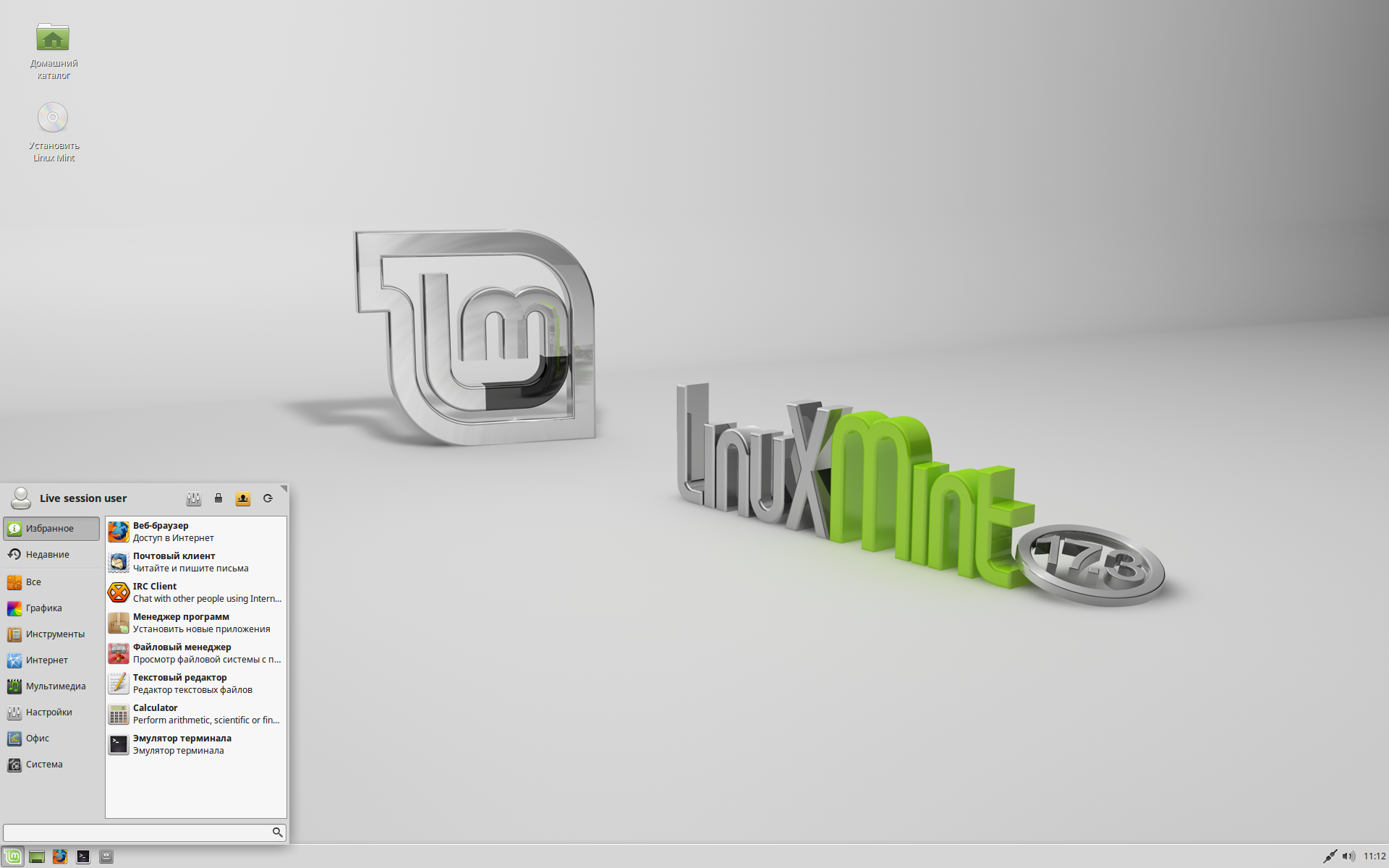
Linux Mint XFCE 17.3
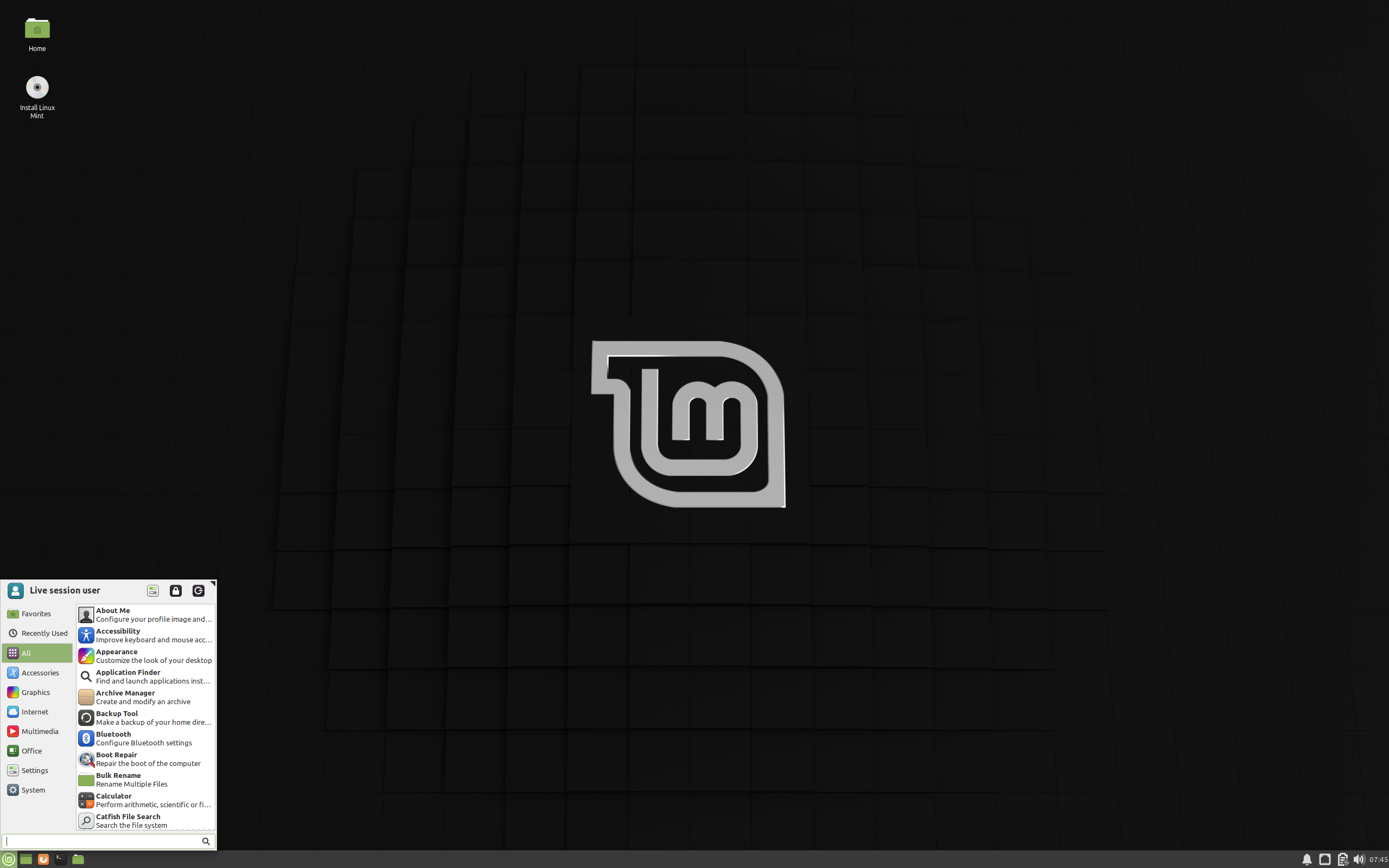
Linux Mint XFCE 19.3
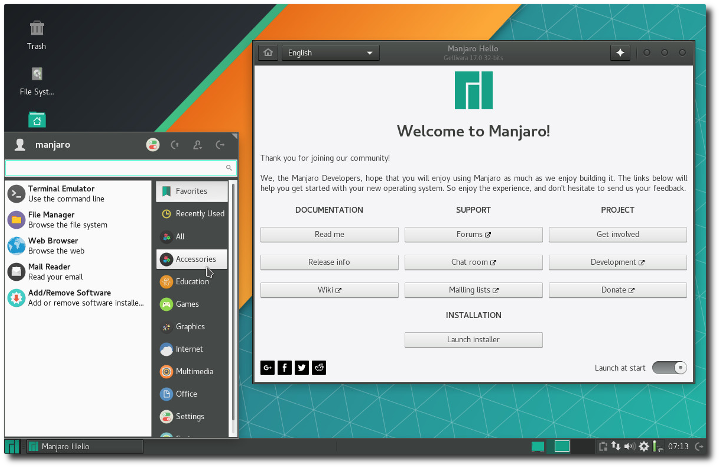
Manjaro XFCE 17.0
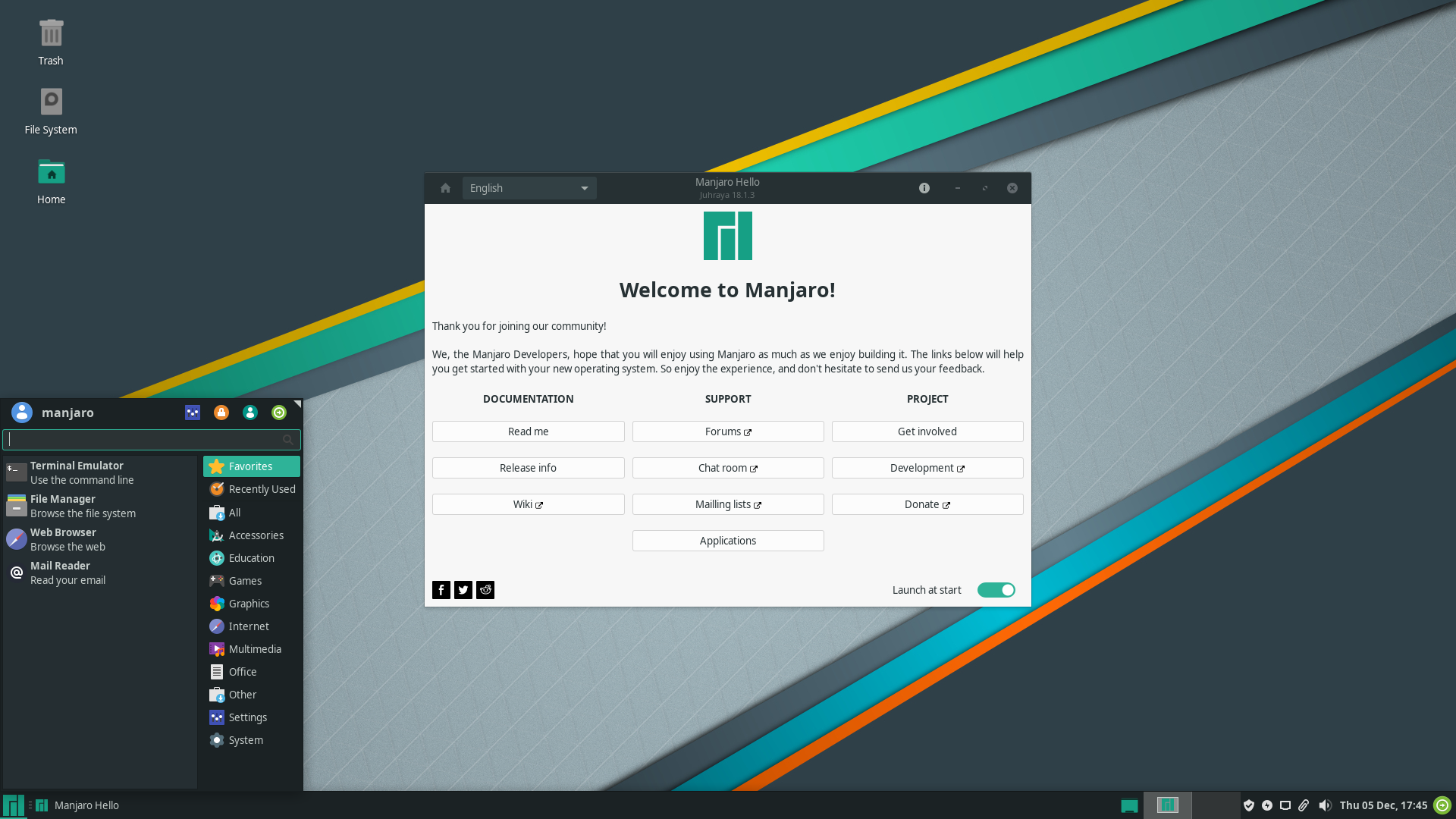
Manjaro XFCE 18.1.3
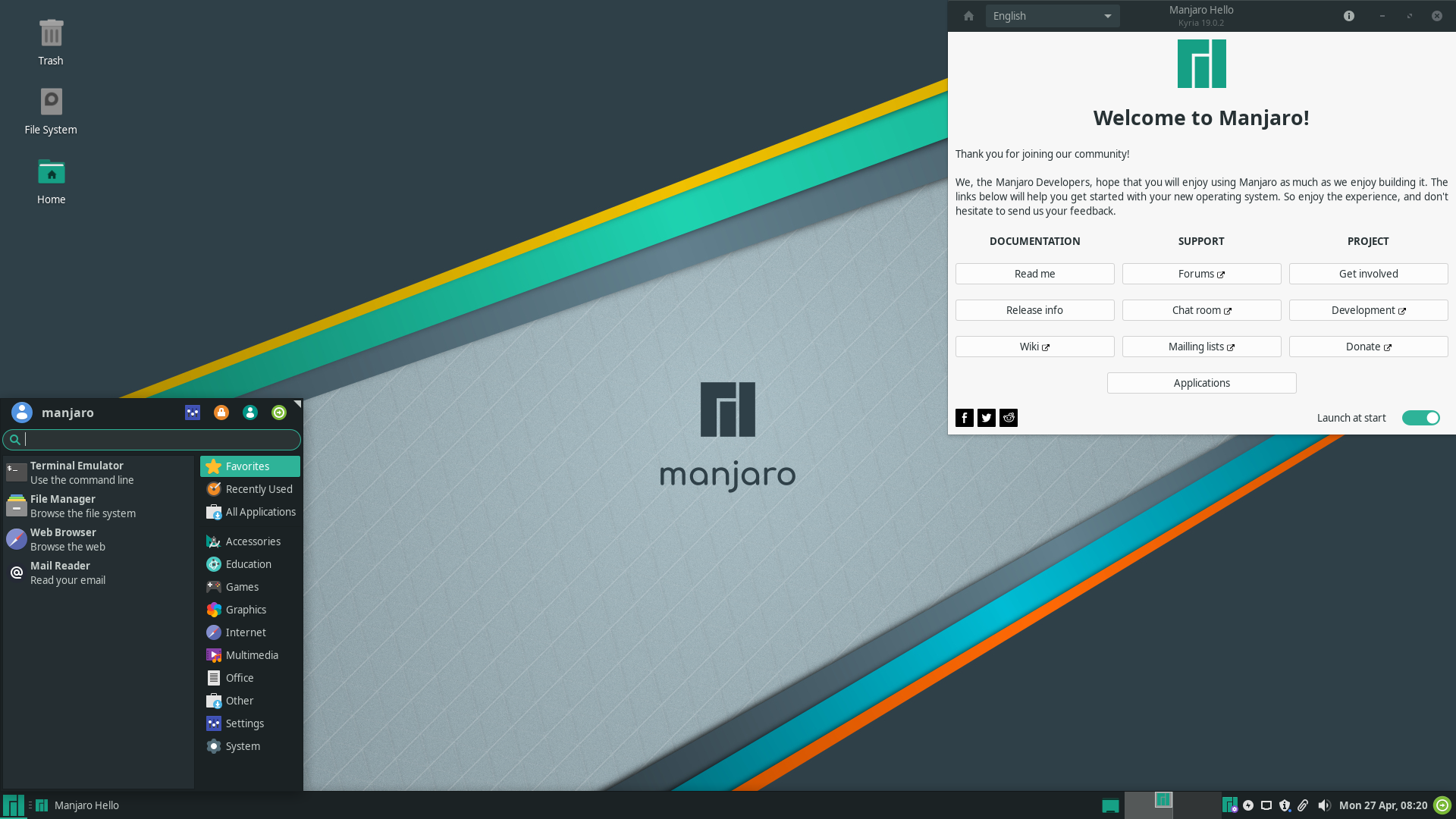
Manjaro XFCE 19.0.2
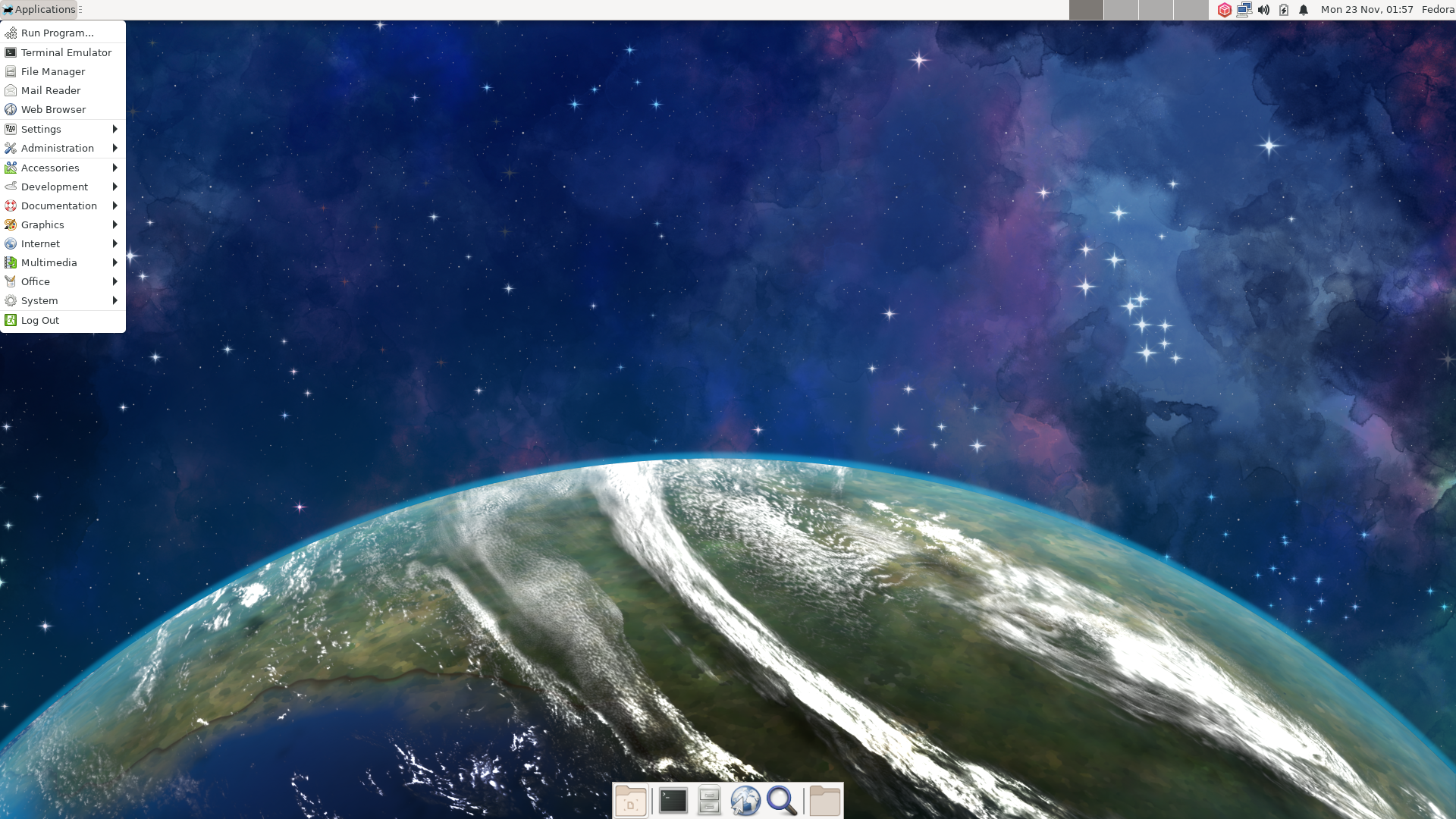
Xfce 4.14 no Fedora 33